# Ian Carey
Ian Carey (Hancock, 13 de setembro de 1975 – 20 de agosto de 2021) foi um DJ norte-americano de house/eletrônica. Ele já vendeu mais de 1 milhão de gravações em todos os formatos, já tocou em todos os continentes do mundo, desde a Tailândia até o Canadá, da Rússia à Ucrânia, Japão, Austrália, África do Sul, América do Sul, por toda a Europa e América do Norte.

## Carreira
O DJ é residente da Defected Records nas noites de house e também do evento Hed Kandi Clubnights em diferentes lugares ao redor do mundo. Sua discografia, selos associados e parcerias o tornaram um convidado VIP para o Miami Winter Music COnference InParty.
Ian Carey produziu hits como "Soul Providers - Rise", "I Don´t Know" e hinos como "Saturated Soul - Got To Release" e "Ian Carey - The Power", todos pelo selo da Defected Records, e "Say WhatWant" pela Nero Records Sweden. Ele já remixou sons para renomados selos como Defectec Records, Stealth Records, Fluential Records, Manifesto Records, Eye Industries, Ministry of Sound, Hed Kandi, Universal Music, EMI e, além de seu próprio selo SFAB RecordËlan Recordings.
Ian possuía um projeto-lateral de house chamado The Ian Carey Project. A música mais notável do projeto é "Get Shaky", que se tornou um hit na Austrália e ficou na #4 posição no ARIA Singles Chart durante dez semanas consecutivas.
Lançado em 2007, "Keep on Rising" que virou hit no mundo inteiro, a música leva a voz da cantora norte-americana Michelle Shellers.

## Biografia
Ian morava em Miami, mas passou boa parte do ano em turnê internacional. Em 20 de agosto de 2021, Carey morreu de causas desconhecidas aos 45 anos.